# La señal
La señal és una pel·lícula argentina estrenada el 2007. Va ser dirigida per Ricardo Darín i Martín Hodara, sent el seu debut com a director cinematogràfic. Protagonitzada per Ricardo Darín, Diego Peretti i Julieta Díaz.

## Argument
És l'any 1952 i, mentre Eva Perón agonitza, Corvalán, un mediocre detectiu privat, es veu embolicat en una història de traïció i ambicions. Contractat per una bonica dona pel que sembla un rutinari treball de seguiment, descobrirà, a poc a poc, un entramat violent on qui semblava que n'era la víctima pot revelar-se, finalment, com el botxí. Una sola decisió mal presa pot conduir Corvalán cap al seu destí més tràgic.

## Al voltant de la pel·lícula
La señal va ser l'últim projecte cinematogràfic d'Eduardo Mignogna. Amb el guió acabat i a punt de començar el rodatge, la mort es va endur un dels cineastes argentins més rellevants dels últims temps.
Però el projecte no quedaria solament en això, ja que Ricardo Darín, que havia estat elegit per encarnar el protagonista, i Martín Hodara, que havia acompanyat com a tècnic a Mignogna en algunes de les seves obres, van decidir prendre el relleu i prosseguir aquella il·lusió del cineasta desaparegut. Així va néixer aquesta producció. Aquest projecte va ser el debut com a director cinematogràfic de Ricardo Darín.

## Repartiment
- Ricardo Darín
- Diego Peretti
- Julieta Díaz
- Andrea Pietra
- Walter Santa Ana
- Vando Villamil
- Enrique Porcellana
- Martín Slipak

## Rebuda
- Un exercici d'estil, encotillat i més fluix del que sembla (...) té una convincent recreació de l'època i, especialment, un interessant pols interpretatiu"[2]